# Eudyptula albosignata
El pingüino azul de patas blancas o pingüino enano de alas blancas (Eudyptula albosignata) es la especie más pequeña de pingüino conocida, encontrada en Nueva Zelanda. Solo anida en la península de los Bancos y Ia isla de Motunau, cerca de Canterbury, y se considera que está peligro de extinción, con alrededor de 3750 parejas reproductivas en la actualidad. 
Muchos autores la consideran una subespecie o incluso un morfo de coloración del pingüino azul pequeño (Eudyptula minor). Tiene una altura de 30 centímetros y pesa 1.5 kg, su nombre común proviene por las señales blancas en sus alas, propio de la especie.